# Gunnar Åselius
Bengt Gunnar Jansson Åselius, född den 4 juli 1965 i Sollentuna församling, Stockholms län, är en svensk historiker.
Åselius är professor i militärhistoria vid Försvarshögskolan i Stockholm. Han invaldes 1998 som ledamot av Kungliga Örlogsmannasällskapet och 2003 som ledamot av Kungliga Krigsvetenskapsakademien. Han var även ledamot av Östersjöstiftelsen 2008 till 2016.
Han har forskat om den sovjetiska marinen och utgett ett flertal böcker.
Hans bok Vietnamkriget och de svenska diplomaterna fick Stora fackbokspriset 2019.